# Diego Barreto (judoka)
Diego Barreto de Souza (ur. 5 marca 1982) – brazylijski, a od 2008 roku australijski judoka.
Uczestniczk mistrzostw świata w 2015. Startował w Pucharze Świata w latach 2012, 2014-2016. Srebrny medalista uniwersjady w 2003. Zdobył trzy medale mistrzostw Oceanii w latach 2015 - 2017. Mistrz Australii w 2021 roku.